# 黃崇凱
黃崇凱（1981年—），臺灣雲林縣人，小說家，畢業於國立臺灣大學歷史學系、歷史學研究所。出版《比冥王星更遠的地方》、《黃色小說》、《文藝春秋》等著作，並曾獲頒2018年第49屆吳濁流文學獎小說正獎。2014年移居台南至今。

## 經歷
黃崇凱於國立臺灣大學歷史學系、歷史學研究所畢業。大學時期暑假，偶然得知《聯合文學》全國巡迴文藝營的舉辦，參與後結識袁哲生等作家，從此踏上寫作之路。對黃崇凱而言，袁哲生的影響十分重要：「我總是想把開始寫小說這件事歸因於袁哲生。」
此後，黃崇凱多次投稿文學獎，曾獲台北文學獎、耕莘文學獎、全國學生文學獎、聯合文學小說新人獎。2009年出版第一本小說集《靴子腿》，後續出版《壞掉的人》、《比冥王星更遠的地方》、《黃色小說》等作品，並與朱宥勳合編《台灣七年級小說金典》。

## 關於作品
2017年出版《文藝春秋》，透過11則小說故事，以文學筆法重構台灣社會半個世紀以來的變遷，黃崇凱憑這一本作品奪得多項大獎，包括2018台北國際書展大獎、吳濁流文學獎小說正獎，評審盛讚其作品：「以動人的文學姿態撿拾台灣歷史碎片，紀實與虛構交錯，卻又層層逼近現實，書寫句法饒富趣味。」
黃崇凱在《文藝春秋》提出「我們這一代人可能是最後一代用純文字創作的人」的想像，而儘管《文藝春秋》透著科幻的時空背景，但黃崇凱表示自己喜歡真實的人。

## 著作出版

### 小說
- 《靴子腿》（寶瓶文化，2009年）
- 《比冥王星更遠的地方》（逗點文創結社，2012年2月）
- 《壞掉的人》（聯合文學，2012年10月）
- 《黃色小說》（木馬文化，2014年11月）
- 《文藝春秋》（衛城出版，2017年6月）
- 《新寶島》（春山出版，2021年5月）
- 《反重力》（春山出版，2024年9月）

### 主編
- 與朱宥勳共同主編《台灣七年級小說金典》（釀出版，2021年）
- 主編《九歌112年小說選》（九歌出版，2024年）

## 外部連結
- 楊佳嫻：異托邦對話錄 （页面存档备份，存于）
- 黃崇凱作品 （页面存档备份，存于）